# Clematochaeta euopis
Clematochaeta euopis är en tvåvingeart som beskrevs av Munro 1957. Clematochaeta euopis ingår i släktet Clematochaeta och familjen borrflugor.
Artens utbredningsområde är Uganda. Inga underarter finns listade i Catalogue of Life.